# 4e armée (États-Unis)
La Quatrième armée des États-Unis (Fourth United States Army) est une formation militaire active entre 1932 et 1971. Sa devise est Leadership And Integrity.
Alexander Patch (1945), Jonathan Mayhew Wainwright IV (1946–1947) ou encore Samuel Tankersley Williams (en) (1955) en ont été des commandants notables.